# Portuguesitos Esporte Clube
Portuguesitos Esporte Clube é uma série de animação brasileira sobre futebol da TV Rá-Tim-Bum.

## Sinopse
O treinador Cabral, português e ex-jogador de futebol, recebeu a missão de treinar um time formado por crianças de Portugal, Brasil, Angola, Guiné Bissau, Macau, Moçambique, Índia e Cabo Verde. O time se chama P.E.C. - Portuguesitos Esporte Clube.

## Personagens
- Cabral - É o treinador do time.
- Joaquim - É um menino de Portugal.
- João - É um menino do Brasil.
- Mara - É uma menina de Moçambique.
- Ignácio - É um menino de Angola.
- Ulilé - É um menino de Guiné Bissau.
- Zé Rui - É um menino de Cabo Verde.
- Mana-Chai - É uma menina de Macau.
- Manoel - É um menino da Índia.